# کاتلین هدل
کاتلین هدل (به انگلیسی: Kathleen Heddle) ورزشکار زن رشتهٔ روئینگ اهل کشور کانادا بود. وی در بین سال‌های ‎۱۹۹۲ تا ۱۹۹۶ میلادی در مسابقات بازی‌های المپیک تابستانی در مجموع ۴ مدال، شامل ۳ مدال طلا و ۱ برنز را کسب کرد.
هدل در۱۱ژانویه ۲۰۲۱در خانه مسکونی خود در ونکوور درگذشت. وی ۵۵ ساله بود و از شش ‌سال پیش به سرطان پستان، غدد لنفاوی و به دنبال آن به سرطان پوست و تومور مغزی مبتلا شد.